# WASP-148
WASP-148とは、ヘルクレス座の方向に地球から約248.1パーセク離れた位置に存在するスペクトル分類がG型の太陽に似た恒星である。TYC 3083-295-1や2MASS J16563135+4418095といった別名をもつ。2つの惑星が存在していることで知られている。半径は太陽よりわずかに大きい。
| 太陽 | WASP-148  |
| ---- | --------- |
| 太陽 | Exoplanet |

## 惑星系
2020年、WASP-148の周囲を公転する2つの太陽系外惑星が発見された。WASP-148bは木星の約0.3倍の質量で半径は約0.72倍であり、公転周期が8.8日のホット・ジュピターである。スーパーWASPによるトランジット法を用いた観測で発見され、SOPHIEのスペクトログラフによって存在が確認された。その後、ドップラー分光法の観測で2番目の惑星WASP-148cが発見された。下限質量は木星の0.4倍で、公転周期は34.5日である。bとcは軌道離心率がそれぞれ0.22、0.359と比較的大きな値を示しており、軌道共鳴は4:1である。cが主星の周囲を一周するにはbの約4倍の時間がかかる。
2022年4月、ドップラー分光法による観測で3番目の惑星であるdが存在する可能性が示された。この時点では候補状態であるが、存在すれば公転周期は約151日である。
| 名称 （恒星に近い順） | 質量                  | 軌道長半径 （天文単位） | 公転周期 (日)   | 軌道離心率         | 軌道傾斜角  | 半径           |
| --------------------- | --------------------- | ----------------------- | --------------- | ------------------ | ----------- | -------------- |
| b                     | 0.284+0.021 −0.018 MJ | 0.0828±0.0015           | 8.80358±0.00018 | 0.183+0.028 −0.031 | 88.87±0.21° | 0.765±0.016 RJ |
| c                     | 0.411+0.054 −0.044 MJ | 0.2059±0.0037           | 34.5441±0.0026  | 0.196+0.023 −0.019 | 108+11 −14° | —              |
| d (候補)              | 0.262+0.10 −0.076 MJ  | 0.551+0.010 −0.012      | 151.2+2.1 −1.7  | 0.19+0.19 −0.13    | 82+39 −33°  | —              |